# Felipe Assadi
Felipe Assadi Figueroa (n. Santiago de Chile, 1971), arquitecto, catedrático universitario y conferencista chileno.

## Carrera
Felipe Assadi es arquitecto por la Universidad Finis Terrae 1996, y Magíster en Arquitectura por la Pontificia Universidad Católica de Chile. En 1999 recibe el Premio Promoción Joven del Colegio de arquitectos de Chile, otorgado al mejor arquitecto menor de 35 años del país.
Entre 1999 y 2014, junto a la arquitecta Francisca Pulido, forman el estudio Assadi+Pulido.
Ha sido profesor en las universidades Finis Terrae, de Talca, Universidad Diego Portales, Universidad Andrés Bello, Instituto Tecnológico Superior de Monterrey, México, Universidad Autónoma de San Luis Potosí, México, Universidad Pontificia Bolivariana, Medellín, Colombia y Universidad IUAV de Venecia, Italia y Universidad de Los Andes, Colombia.
Ha sido invitado a dar conferencias en Venezuela, Perú, México, Puerto Rico, Costa Rica, Argentina, Estados Unidos, Italia y España. Su obra ha sido ampliamente publicada en varios países en revistas como Wallpaper y Architectural Review en Londres, Arquitectura Viva y AV Monografías en Madrid, Architectural Record en NY, GA en Tokio, Domus y Casabella en Italia entre otras y en libros especializados en todo el mundo.
Ha participado en exposiciones en Barcelona, Pamplona, Londres, Quito, Tokio y Santiago. Su obra se ha desarrollado en Chile, México, Guatemala, Perú, Puerto Rico, Venezuela, Estados Unidos, Ecuador y Colombia. A la fecha tiene cuatro monografías, una en Chile, una en España, una en Corea del Sur y una en Argentina. A partir del año 2011 se desempeña como Decano de la Facultad de Arquitectura y Diseño de la Universidad Finis Terrae.[cita requerida]

## Premios
- 1999 Premio "Promoción Joven 1999", otorgado por el Colegio de Arquitectos de Chile, al mejor arquitecto menor de 35 años del país.
- 2000 1° Lugar Concurso AE, Santiago, Chile.
- 2002 1° Lugar Concurso Kent Explora Instalaciones.
- 2002 Presidente del Jurado Concurso "Torre del Bicentenario", Santiago, Chile.
- 2003 HighlyCommended en The Architectural Review Plus D Award 2002.
- 2005 1° Lugar Concurso Liceo Alemán del Verbo Divino, Chicureo.
- 2006 DesignVanguard, Architectural Record, USA.
- 2008 1º Lugar Concurso Facultad de Ciencias Económicas, Universidad Austral de Chile.
- 2010 2º Premio Bienal Panamericana de Arquitectura de Quito, Ecuador.
- 2010 Premio Ciudad, otorgado por la Fundación Futuro.